# 颱風丹娜絲 (2001年)
颱風丹娜絲（英語：Typhoon Danas，國際編號：0115，聯合颱風警報中心：19W）為2001年太平洋颱風季第十五個獲命名的風暴。「丹娜絲」一名由菲律賓提供，是體驗及感受的意思。

## 發展過程
9月3日UTC0時，一熱帶低氣壓在南鳥島以南海面上生成。該熱帶低氣壓向西移動。9月4日UTC0時，該熱帶低氣壓增強為熱帶風暴，並命名為丹娜絲。丹娜絲轉向西北偏北移動。9月4日UTC12時，丹娜絲穩步增強為強烈熱帶風暴。9月5日UTC0時，丹娜絲增強為颱風。丹娜絲改為向西北方向移動。9月8日UTC6時，丹娜絲在父島達到頂峰，最高持續風速為85kts。9月10日，丹娜絲移動到到日本以南的海域，強度逐漸減弱。UTC18時，丹娜絲減弱為強烈熱帶風暴。丹娜絲轉為向東北方向前進。9月11日UTC0時30分，丹娜絲於日本神奈川縣鎌倉市登陸。丹娜絲掠過東京，並在UTC9時，再減弱為熱帶風暴。稍後，丹娜絲加速向東北方向移動。9月12日UTC6時，丹娜絲在千島群島以南轉化為溫帶氣旋。9月13日UTC0時，完全消散。

## 影響

### 日本
日本最少有五人死亡及22人受傷，另有三人失蹤，約350間房屋被浸，超過100班國內航機要取消，及多班國際航機延誤。

## 外部連結
- （日語）http://www.jma.go.jp/ （页面存档备份，存于） 日本氣象廳首頁
- （英文）http://www.usno.navy.mil/JTWC/ （页面存档备份，存于） 聯合颱風警報中心首頁
- （简体中文）https://web.archive.org/web/20120928121548/http://www.nmc.gov.cn/ 中央氣象台首頁
- （繁體中文）http://www.cwb.gov.tw/ （页面存档备份，存于） 中央氣象局首頁
- （繁體中文）http://www.hko.gov.hk/ （页面存档备份，存于） 香港天文台首頁
- （繁體中文）http://www.smg.gov.mo/ （页面存档备份，存于） 澳門地球物理暨氣象局首頁